# Razowskiina
Razowskiina là một chi bướm đêm thuộc họ Tortricidae.